# Comte de Sutherland

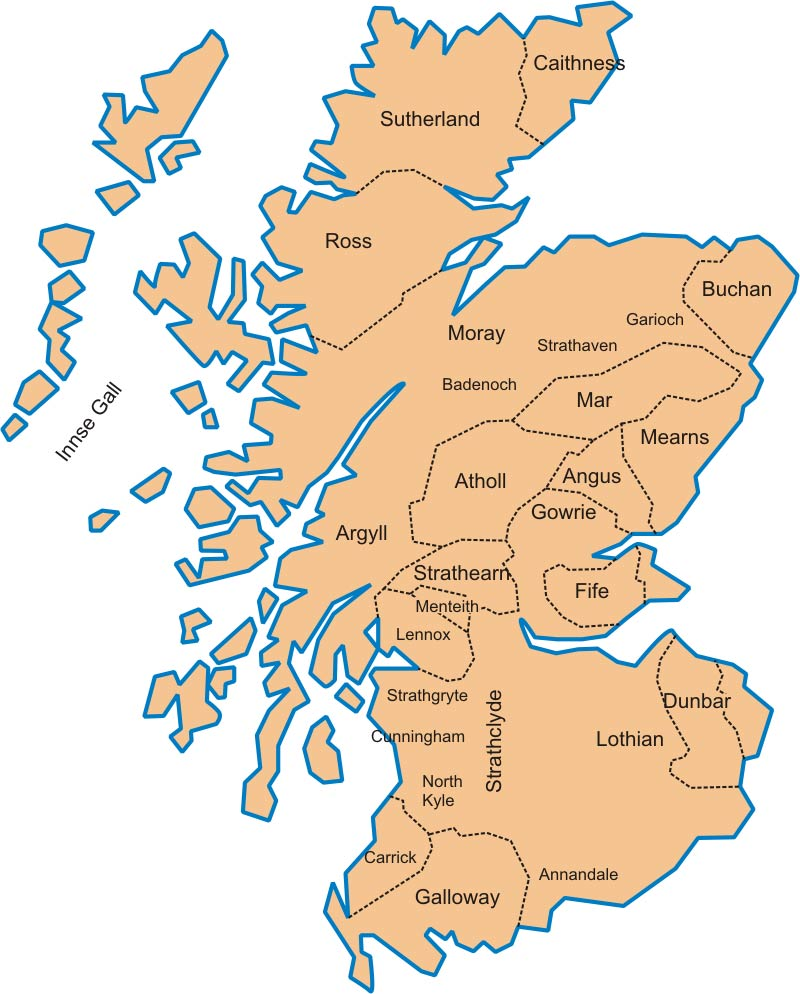
Carte des principales seigneuries d'Écosse vers 1230.

Le titre de Comte de Sutherland, dans la pairie d'Écosse, est lié au Sutherland qui correspond à une partie de l'ancienne province picte de « Caith », nommée par les vikings « Kata/nes » (vieux-norrois nes i.e promontoire). Les jarls norvégiens des Orcades dénommaient la partie sud de cette province : Súðrland .

## Historique
Au nord du comté de Ross, la province nordique de Caithness s'étendait aussi loin au sud que Strathoykel et le Kyle de Sutherland. Hugues Freskin, descendant de Freskin de Moravia, un flamand établi en Écosse durant le règne de David Ier d'Écosse, obtint les terres de Sutherland de Guillaume Ier d'Écosse en 1196. Après 1214, son fils William († 1248?) lui succède, et est créé comte de Sutherland entre 1223 et 1245 par Alexandre II d'Écosse.
Hughes Freskyn de Moravia occupait déjà une large portion du Sutherland en contrôlant les paroisses de Dornoch and Creich. Son parent Gilbert de Moravia archidiacre de Moray fut nommé à l'évêché de Caithness en remplacement d'Adam († 1222). C'est lui qui transféra en 1223 le siège de son diocèse d'Halkirk au nord à Dornoch qui était un ancien centre ecclésiastique local.
La lignée des comtes de Sutherland se poursuivit jusqu'à la fin du XVe siècle, lorsque les 8e et 9e comtes de Sutherland sont considérés comme mentalement incapables. Le 8e comte, John (II) est placé sous la tutelle de Sir James Dunbar de Cumnock. George Gordon († 1501), Chancelier d'Écosse et 2e comte de Huntly, organise le mariage d'Elisabeth Sutherland leur fille et sœur avec son propre fils cadet Adam Gordon d'Aboyne († 1537). Adam assume le titre en droit de sa femme. Son petit-fils John Gordon lui succède le 17 mars 1537.
Les Gordon se succèdent jusqu'en 1766. John Gordon (1661-1733), 16e comte de Sutherland marié en secondes noces à Catherine Tollemache, change son nom de Gordon en Sutherland. Elizabeth Sutherland épouse Georges Granville-Leveson-Gower (1786-1861), 2e marquis de Stafford, élevé au rang de duc de Sutherland en 1833. Il possède alors une grande partie du Sutherland, et après avoir acheté de nouvelles terres, en 1830 sa famille a presque le contrôle total du comté. À la mort de la duchesse de Sutherland en 1839, son fils, le 2e duc hérite de ses terres. Le titre est ensuite en possession des ducs de Sutherland jusqu'à la mort de George Sutherland-Leveson-Gower, le 5e duc, en 1963. Il n'a pas de descendance mâle, et donc ses titres de duc et marquis, qui ne peuvent pas être transmis en ligne féminine, passent à son cousin John Sutherland Egerton, 5e comte d'Ellesmere. Par contre, son titre de comte de Sutherland, qui lui le peut, passe à sa nièce, Elizabeth Sutherland. À sa mort le 9 décembre 2019, son fils aîné, Alastair, change son nom de Janson en Sutherland et succède comme 25e comte.

## Comtes de Sutherland
- 1223/1245-1248? : William (en) († vers 1248/1250) ;
- av.1263-1306/1307 : William (II) (en) († 1306/1307), fils du précédent ;
- 1306/07-1330 : William (III) (v.1286-1330), fils du précédent ;
- 1330-1333 : Kenneth († 1333), son frère, tué lors de la bataille de bataille de Halidon Hill ;
- 1333-1370/71 : William (IV) († 1370/71), son fils, tué par les MacKay[8]
- 1370-v.1427 : Robert († 1427 ou avant ?), son fils ;
- v.1427-v.1460 : John (I) († 1460), son fils ;
- v.1460-1508 : John (II) († 1508), son fils ;
- 1508-1514 : John (III) († 1514), son fils ;
- 1514-1537 : Adam Gordon d'Aboyne, fils cadet de George Gordon, 2e comte de Huntly, époux d'Elisabeth (en) († septembre 1535), sœur de John (III) ;
- 1537-1567 : John Gordon (en) (1525-1567), son petit-fils ;
- 1567-1594 : Alexandre Gordon (en) (1552-1594), son fils ;
- 1594-1615 : John Gordon (en) (1576-1615), son fils ;
- 1615-1679 : John Gordon (1609-1679), son fils. En 1662, il rend ses terres en faveur de son fils George ;
- 1679-1703 : George Gordon (15e comte de Sutherland) (1633-1703), son fils ;
- 1703-1733 : John Sutherland (1661-1733), son fils. Il change son nom de Gordon en Sutherland ;
- 1733-1750 : William Sutherland (1708-1750), son petit-fils ;
- 1750-1766 : William Sutherland (1735-1766), son fils ;
- 1766-1839 : Elizabeth Sutherland (en) (1765-1839), sa fille, épouse Georges Granville-Leveson-Gower (1758-1833), 2e marquis de Stafford, comte de Sutherland puis 1er duc de Sutherland en 1833.
- 1839-1861 : George Sutherland-Leveson-Gower (1786-1861), fils des précédents ;
- 1861-1892 : George Sutherland-Leveson-Gower (1828-1892), fils du précédent ;
- 1892-1913 : Cromartie Sutherland-Leveson-Gower (1851-1913), fils du précédent ;
- 1913-1963 : George Sutherland-Leveson-Gower (1888-1963), fils du précédent. Meurt sans descendance ;
- 1963-2019 : Elizabeth Sutherland (en) (1921-2019), nièce du précédent ;
- depuis 2019 : Alistair Charles St Clair Sutherland (de) (né en 1947), fils du précédent.

Héritier présomptif au titre de Comte de Sutherland :
- Alexander Charles Robert Sutherland, lord Strathnaver (né en 1981 et décédé en 2022).

L'héritier présomptif actuel est la fille aînée d'Alistair Charles St Clair Sutherland, 25e Comte de Sutherland, Lady Rachel Elizabeth Sutherland, Maîtresse de Sutherland (née en 1970).